# Кузнецкий округ (Томская губерния)
Кузнецкий округ входил в состав Алтайского горного округа. Окружный город — Кузнецк, основан как укрепленный острог в земле абинцев в 1618 г., стал городом в 1622 году, в 1823 году стал окружным городом Томской губернии.
Данная территория исторически более известна как Кузнецкий уезд Томской губернии. В 1921 году Сибревком начинает серию административных реформ. В частности, протяжённый Кузнецкий уезд был разделён на две части: собственно Кузнецкий уезд с центром в Кузнецке и Кольчугинский уезд (Кольчугинский рудник и Щегловско-Кемеровские копи). В 1924 году Кузнецкий и Щегловский уезды объединили в Кольчугинский уезд Томской губернии. В мае 1925 года, с упразднением в стране губерний, уездов и волостей (реформа районирования), территория бывшего уезда в целом становится до 1937 года округом: 
- Кузнецкий округ Сибирского края (1925—1930)[2];
- Кузнецкий округ Западно-Сибирского края (1930—1937).[источник не указан 2662 дня]

Округ окончательно упразднён в 1937 году.
С 1937 года и до создания в 1943 Кемеровской области территория относилась к Новосибирской области.

## Территория
По Швейцеру, заключает с себе 1779 кв. географических миль или 86087 кв. верст. Он расположен в юго-восточной части губернии и граничит с юго-востока — с Монголией, от которой отделяется Саянскими горами, с востока — с Енисейской губернией.

## Ландшафт
Протекающие по округу главные его реки Томь, приток Оби, и левый приток Томи — Кондома разделяют округ на две различные по своему орографическому характеру части. Восточная и юго-восточная его половина чрезвычайно гориста, тогда как западная и северо-западная его части более холмисты или имеют равнинный характер. Кроме пограничного Саянского хребта, в юго-восточной части округа простираются от юга к северу и северо-востоку хребты: Чукчут, отделяющий бассейн Малого Абакана от бассейна реки Она, между притоками р. Абакана, pp. Она, Б. Канзасом и Карлыган, между последним и Абаканом, по левую сторону которого по юго-западной границе округа простирается Абаканский хребет, отделяющий Кузнецкий округ от Бийского округа, затем эти хребты к северу от р. Абакана как бы сливаются в один, образующий высокий горный кряж Кузнецкого Алатау, простирающегося по восточной границе округа и постепенно понижающийся к северу. Южная и отчасти юго-западная части округа, между границей Бийского округа и р. Чумыш также довольно гористы, но уже севернее этой реки горы переходят в холмистую и более или менее с равнинным характером страну, и лишь только невысокий Салаирский рудоносный хребет, простирающийся между верховьями pp. Ини и Чумыша, видоизменяет несколько общий рельеф этой части округа.
Леса, занимая более 60 % всего пространства округа, состоят преимущественно из хвойных пород; есть также береза, осина, тополь и липа. Безлесные пространства встречаются на высоких горных вершинах и в равнинной части округа, по левому берегу р. Томи.

## Полезные ископаемые
Геогностический состав округа разнообразен. Алатауский горный кряж — преимущественно состоит из кристаллических пород диоритов, порфиров, сланцев и других. Салаирский рудоносный кряж состоит из сланцев палеозойской эпохи, хотя и здесь также немало встречается кристаллических пород. В долинах рек и на пространстве между Салаирскими горами и Кузнецким Алатау развиты также палеозойские осадочные системы, в особенности каменноугольная. Самые значительные месторождения каменного угля находятся близ сел Афонинского и Бачатского, а также открыт он и по р. Б. Серти. Медные руды встречаются во многих местах, но не разрабатываются; железные руды — по р. Тельбесу, притоку р. Кондомы, и притоку Тельбеса р. Мундибаш, также в Салаирском кряже.

## Производство
Гурьевский кабинета Его Величества завод в 1893 г. приготовил штыкового чугуна 120500 пудов, чугунного литья 16500 пудов, сортового железа 63000 пудов, разных изделий чугунных и железных 9800 пудов, на сумму 197530 руб. серебром. Серебросвинцовые руды разрабатываются в Салаирском кряже на трех рудниках; в 1891 г. добыто было руд 865000 пудов, из коих на серебросплавочном заводе Гавриловском выплавлено чистого серебра 124 пудов 6 фунтов и 39 фунтов 37 золотых чистого золота. Рассыпное золото распространено как на северо-восточном склоне Салаирских гор, так и вдоль всего хребта Кузнецкого Алатау и Абаканских гор, в особенности в долинах Мрасы, Кондомы, Абакана и их притоков. В настоящее время казна и кабинет сами своих приисков не разрабатывают, а сдают их частным лицам; в 1891 г. добыто золота 87,5 пудов. Добывают еще жерновой камень.
Заводская деятельность, помимо горных заводов и приисков, ограничивается небольшим числом промышленных заведений, перерабатывающих продукты сельского хозяйства и рассчитывающих на местный сбыт. 3 воскобелильных завода., 11 кожевенных, 2 кирпичных, 21 маслобойных, 555 мукомольных водяных и ветряных мельниц.

## Население
Народонаселение округа растет довольно быстро, хотя число переселенцев из России здесь меньше, чем в других округах губернии. В 1862 г. жит. числилось 96442, в 1892 г.-120160, в том числе инородцев 21600. С городом число жителей в округе 133416; из них мужского пола русского населении 55875 душ, женского 56311 душ, инородческого (кузнецкие степные и черневые татары, теленгуты) 11203 мужского пола и 10027 женского пола. Большинство жителей православные; язычников около 8000.

## Промыслы
Главные занятия жителей — земледелие, скотоводство, пчеловодство, извоз, работы на золотых приисках и горных заводах. Удобных для земледелия земель, особенно в сев.-зап., юго-зап. и сев.-вост. частях, достаточно. За исключением горнозаводских крестьян, имеющих очень небольшие участки, остальные имеют не менее 14-15 дес. на душу, а в некоторых волостях средний надел доходит до 30, 35, 50 и даже 60 дес. Яровых хлебов посеяно было в 1890 г. 101000 чет., озимых 31000 чет. Из озимых хлебов преобладает рожь, из яровых — рожь, ярица, пшеница алая, овес, ячмень; лен, конопля, гречиха и просо сеют в значительно меньшем количестве; картофеля было посеяно 11378 чет. Разведение огородных овощей ограничивается собственным потреблением; разводят на огородах также и простой табак (махорку). В последнее десятилетие, с наплывом переселенцев из России, стали входить в употребление лучшие способы обработки земли, а также улучшенные земледельческие орудия, чему способствуют приготовляемые на Гурьевском железоделательном заводе земледельческие орудия. К. округ вполне обеспечен продовольствием и, кроме того, посылает к С и на золотые прииски значительные количества хлебных продуктов. Лошадей числилось в 1894 г. 140540 голов, рогатого скота 92800, овец 110520, свиней 34900. Скот и лошади содержатся весьма небрежно; чума и сибирская язва почти не прекращаются; в особенности значительны были падежи в 1883-84-85 гг., когда пало до 35000 голов рогатого скота. Пчеловодством в 1890 г. занимались 3050 дворов или 6-я часть всего населения; ульев было 102000. Мед и воск идут преимущественно в Томск. Рыболовством занимаются жители берегов pp. Томи, Кондомы и Мрасы, звероловством — черневые татары; последний промысел падает.
Лесной промысел довольно развит: рубят лес на постройку судов, домов и на другие поделки; часть его сплавляют по р. Томи к г. Кузнецку и далее к г. Томску; щепной промысел занимает более 800 человек; выделываются сани, телеги, дуги, посуда, мебель и т. и. Угольный промысел поддерживается кабинетскими заводами и рудниками. Существуют еще промыслы смолокурнодегтярный и ореховый. Из кустарных промыслов в округе существуют кузнечный, шерстобитно-пимокатный, сапожный, шорный, сукнотопный и гончарный. Кузнецы приготовляют, между прочим, веялки, молотилки, бороны и другие земледельческие орудия. Из отхожих промыслов работа на золотых промыслах и заводах занимает до 1600 человек ежегодно; из одной Салаирской волости уходит на эти работы более тысячи человек. Извозный промысел занимает до 580 человек.
Торговля незначительна; сбыт хлеба и овса на золотые прииски и заводы, а также в г. Томск, сбыт меда, воска, кедровых орехов, масла коровьего и сала, кож в Томск и Ирбит. Сельских ярмарок пять. 95 торговых лавок, 85 мест питейной продажи. Окладных платежей, 225543 руб.; кроме того, население уплачивает мирских сборов, от 1 до 2 руб. на ревизскую душу и отбывает натуральные повинности, которые обходятся в среднем по 7 р. 70 к. на душу.

## Образование и медицина
11 сельсковолостных начальных училищ (265 мальчиков и 50 девочек), 4 горных училища (114 мальчика и 49 девочек), 23 церковно-приходские школы (192 мальчиков и 40 девочек), 4 миссионерских начальных училища (43 мальчика и 20 девочек), одночастное училище (20 мальчиков и 12 девочек).
2 врача, 6 фельдшеров, один госпиталь на 7 кроватей в Салаирском селении, при казённом руднике. 2 аптеки в городе и округе.

## Административное деление
Округ разделяется на 4 полицейских участка, 9 волостей, с 340 населенными пунктами, 6 инородческих управ, с 37 улусами и 25 инородческих кочевых обществ, с 302 улусами.
Главные селения: Салаирское (2600 жителей), селение Гавриловского серебро-плавильного завода (1314 жителей), селение Гурьевского железоделательного завода (1218 жителей).